# Itapipoca
Itapipoca este un oraș în statul Ceará (CE) din Brazilia.